# Nikola Meljanac
Nikola Meljanac (cyryl. Никола Мељанац; ur. 15 stycznia 1999 w Zrenjaninie) – serbski siatkarz, reprezentant kraju, grający na pozycji atakującego.
Pochodzi z małego miasta, właściwie wioski, położonej niedaleko rumuńskiej granicy. Zaczął grać w siatkówkę, bo poprosił jego o to kumpel, który uznał, że jestem wysoki i może się przydać w jego drużynie. Wówczas już trenował koszykówkę, która w Serbii była, wtedy dużo bardziej popularna niż siatkówka. Poszedł na pierwszy, trzeci, kolejny trening i tak już został. Przez 3-4 miesiące trenował obie te dyscypliny jednocześnie aż wybrał siatkówkę. Gdy miał 15 lat i postawił na Crveną Zvezdę Belgrad. Od 15 do 21 roku mieszkał sam w Belgradzie. Chodził do zwyczajnego liceum, musiał sobie radzić z nauką i trenowaniem w juniorach oraz dorosłej drużynie. W drużynach juniorskich Crvenej Zvezdy Belgrad grał jako atakujący, w seniorach na pozycji środkowego do sezonu 2019/2020. Jego idolem siatkarskim z dzieciństwa jest Ivan Miljković. Gdy został MVP rozgrywek młodzieżowych, pozwolono mu zmienić pozycję w dorosłej drużynie. Do dziś gra z numerem 14 tak jak jego idol. Gdy grał w Kanadzie w 1  tygodniu Ligi Narodów 2022, zobaczył na swoim Tik Toku, że zmienił swój pseudonim na Aquamana. Gdy udzielał wywiadu w Serbii, opowiadał o swoim dzieciństwie, że umiał się wspinać na każde drzewo i „Tarzan” była jego ulubiona bajką. I od tego momentu został Tarzanem, gdzie szczególnie spodobało się to w Turcji.
Swoją karierę seniorską rozpoczął w klubie Crvena Zvezda Belgrad, grając tam w latach 2016-2022. Przed sezonem 2022/2023 brał udział w południowokoreańskim drafcie, w którym dobrze się zaprezentował i dołączył do klubu Uijeongbu KB Insurance Stars. W trakcie sezonu 2022/2023 pod koniec grudnia 2022 roku został zawodnikiem tureckiej drużyny Fenerbahçe HDI Sigorta Stambuł. Uczestniczył wraz z reprezentacją Serbii w Lidze Narodów 2022. W sezonie 2023/2024 jest graczem zespołu Cerrad Enea Czarni Radom.
Waży 110 kg, jego wyskok w ataku wynosi 360 cm a w bloku 325 cm.

## Sukcesy klubowe
Liga serbska:
- 2019, 2022
- 2017

Puchar Serbii:
- 2019

Liga turecka:
- 2023[8]

## Nagrody indywidualne
- 2022: Najlepszy punktujący serbskiej Superligi w sezonie 2021/2022[9]